# Acacia rostellata
Acacia rostellata är en ärtväxtart som beskrevs av Bruce R. Maslin. Acacia rostellata ingår i släktet akacior, och familjen ärtväxter. Inga underarter finns listade i Catalogue of Life.